# Vestito bianco a fiori Givenchy di Audrey Hepburn
Il vestito bianco a fiori di Givenchy indossato da Audrey Hepburn in occasione della 26ª edizione della cerimonia di premiazione degli Oscar il 25 marzo 1954 a Los Angeles è considerata una delle creazioni più celebri dello stilista francese ed in generale uno degli abiti più celebri di sempre.

## Storia
Audrey Hepburn era molto amica dello stilista francese Hubert de Givenchy, a cui si riferiva come al suo "migliore amico", mentre lui considerava l'attrice sua "sorella". I due si erano incontrati quando Givenchy aveva realizzato i costumi per il film Sabrina del 1954, che vedeva protagonista la Hepburn. Lo stilista aveva offerto alla Hepburn di scegliere alcuni abiti della sua collezione, e da quel momento iniziò fra loro una duratura relazione professionale, che avrebbe visto l'attrice scegliere l'etichetta Givenchy in tutti i suoi film successivi. Quando Audrey Hepburn giunse per la prima volta nello studio di Givenchy indossando t-shirt e sandali, era una giovane attrice alle prime armi. Lui all'epoca l'aveva confusa con la celebre Katharine Hepburn, per la quale aveva disegnato alcuni vestiti. Givenchy disegnò per l'attrice numerosi vestiti, fra cui i costumi di sette dei suoi film più celebri. L'abito bianco a fiori indossato per la 26ª edizione della cerimonia di premiazione degli Oscar segnò la prima occasione in cui Audrey Hepburn si mostrò in pubblico con una creazione di Givenchy. Il vestito divenne così popolare nel corso degli anni che fu oggetto di numerose imitazioni e duplicati.

## Design
L'abito bianco realizzato da Hubert de Givenchy era caratterizzato da un motivo floreale. L'abito era senza spalline e dotato di una cintura in tinta, che metteva in evidenza la figura sottile dell'attrice.

## Ricezione
Il vestito, così come il successivo tubino nero indossato nel film Colazione da Tiffany è citato come uno degli abiti più celebri del ventesimo secolo. Un sondaggio condotto da Debenhams, e pubblicato nel Daily Telegraph, ha nominato l'abito come il secondo abito più iconico di tutti i tempi. Il Time Magazine l'ha invece nominato come il migliore abito della storia presentato agli Oscar. Dopo la cerimonia degli Oscar, una recensione dell'abito di Givenchy indossato dalla Hepburn si intitolava "È una garanzia".